# Amorpha nana
Amorpha nana  es un arbusto de la familia de las fabáceas. Se distribuye por Norteamérica.  

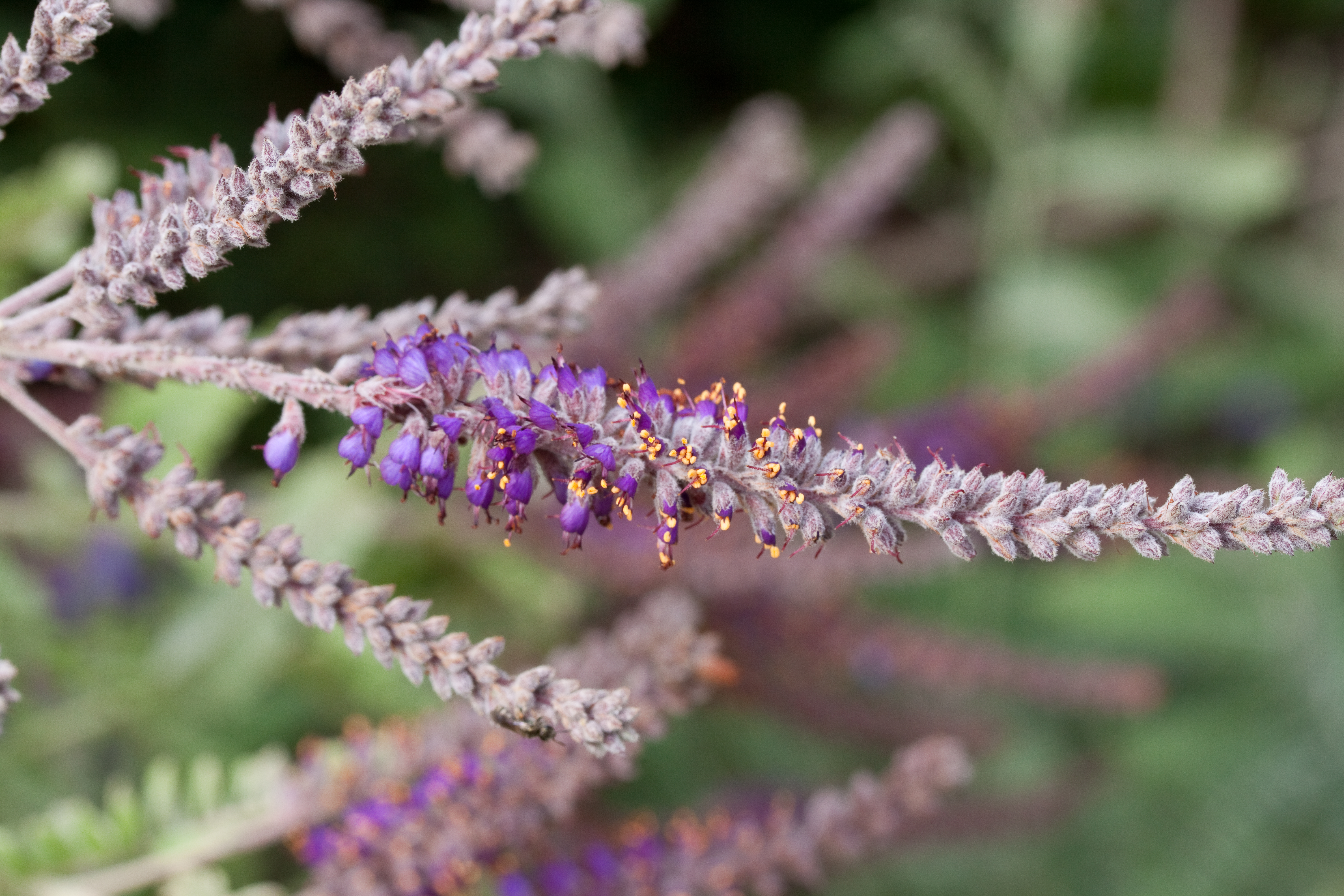
Detalle de la inflorescencia

## Descripción
Es un arbusto de hoja perenne que alcanza un tamaño de 30-90 cm de altura. Tiene hojas pinnadas de color verde y las inflorescencias en forma de racimos de flores de color púrpura. Los frutos son cápsulas pequeñas. Crece en las praderas secas y laderas rocosas.

## Taxonomía
Amorpha nana fue descrita por C.Fraser y publicado en Catalogue of New and Interesting Plants Collected in Upper Louisiana no. 5, en el año 1813.
Etimología
Amorpha: nombre genérico que deriva de la palabra griega: amorphos cuyo significando "deformado", es una alusión al  único pétalo de la flor.
nana: es un término latíno que significa "enano".
Sinonimia
- Amorpha microphylla Pursh
- Amorpha punctata Raf.[7]